# The Renunciation (film 1909)
The Renunciation è un cortometraggio muto del 1909 scritto e diretto da David W. Griffith. Prodotto e distribuito dalla Biograph Company, il film - girato a Shadyside, New Jersey - uscì nelle sale il 19 luglio 1909. La storia è interpretata da Mary Pickford.

## Trama
La rivalità di due minatori per la stessa donna sta per sfociare in tragedia quando uno dei due sta per uccidere l'altro nel sonno. Ma in quel momento arriva la ragazza che presenta ai due il suo fidanzato, appena arrivato dalla città.

## Produzione
Prodotto dalla Biograph Company, il film venne girato in esterni a Shadyside nel New Jersey, in interni allo studio Biograph i giorni 2, 14 e 18 giugno.

## Distribuzione
Il film fu distribuito dalla Biograph Company e uscì nelle sale statunitensi il 19 luglio 1909. Assieme ad altri film della Biograph, The Renunciation fu riedito dalla Unicorn nel 1916 con il titolo Divided Love (didascalie Blackhawk).

Nel 2006, dalla Grapevine Video venne distribuito D.W. Griffith, Director, Volume 3, un cofanetto in DVD (in NTSC) per un totale di 112 minuti con 10 titoli di Griffith, tra cui The Renunciation.

## La critica
Gian Piero Brunetta, Nascita del racconto cinematografico, Patron, Padova 1974:
(...) I piani racchiudono tutta la durata dell'azione e sono prolungati in modo da raccogliere più azioni successive, come si può vedere nell'ultima scena. Anche se i codici gestuali sono ormai già sviluppati, nel senso che mirano a riprodurre una comunicazione vicendevole abbastanza ampia, le convenzioni teatrali si applicano con lo stesso criterio all'interno e all'esterno.